# Milly-sur-Thérain
Milly-sur-Thérain är en kommun i departementet Oise i regionen Hauts-de-France i norra Frankrike. Kommunen ligger i kantonen Marseille-en-Beauvaisis som tillhör arrondissementet Beauvais. År 2022 hade Milly-sur-Thérain 1 878 invånare.

## Befolkningsutveckling
Antalet invånare i kommunen Milly-sur-Thérain
| Referens: INSEE |